# Ögleskinn
Ögleskinn (Paullicorticium ansatum) är en svampart som tillhör divisionen basidiesvampar, och som beskrevs av Anthony E. Liberta. Ögleskinn ingår i släktet Paullicorticium, och familjen Xenasmataceae. Enligt den finländska rödlistan är arten nära hotad i Finland. Enligt den svenska rödlistan är arten nära hotad i Sverige. Arten förekommer på Gotland, Götaland, Svealand, Nedre Norrland och Övre Norrland. Artens livsmiljö är friska och lundartade naturmoskogar.